# Francisco Sá
Francisco Sá (* 25. října 1945, Las Lomitas) je bývalý argentinský fotbalista, obránce.

## Klubová kariéra
Hrál za argentinské kluby Central Goya, CA Huracán, CA River Plate, CA Independiente, CA Boca Juniors a Club de Gimnasia y Esgrima Jujuy. V Poháru osvoboditelů nastoupil ve 55 utkáních a dal 2 góly a v Interkontinentálním poháru nastoupil v 5 utkáních a dal 1 gól. S Independiente vyhrál čtyřikrát jihoamerický Pohár osvoboditelů a v roce 1973 i Interkontinentální pohár. S Boca Juniors vyhrál dvakrát Pohár osvoboditelů a jednou Interkontinentální pohár.

## Reprezentační kariéra
Za reprezentaci Argentiny nastoupil v letech 1973-1974 ve 12 utkáních, byl členem argentinské reprezentace na Mistrovství světa ve fotbale 1974, kde nastoupil v 5 utkáních.